# Orach Chayim
Orach Chayim (אורח חיים) "modo di vita", è una sezione della raccolta di leggi ebraiche (Halakhah) scritta da Rabbi Jacob ben Asher e intitolata Arba'ah Turim. Questa sezione tratta di tutti gli aspetti della legge ebraica che prevalentemente si riferiscono al calendario ebraico (calendario giornaliero, settimanale, mensile e annuale). Rabbi Yosef Karo ha modellato la struttura del suo Shulkhan Arukh (שולחן ערוך) - una collezione di leggi ebraiche pratiche - secondo la Arba'ah Turim, chiamando l'equivalente sezione con lo stesso titolo, Orach Chayim. Anche molti altri commentatori successivi hanno utilizzato questa struttura letteraria. Quindi,Orach Chayim, nell'uso comune, può riferirsi ad un'area di halakhah, non specificamente o esclusivamente a quella di Rabbi Jacob ben Asher.
Orach Chayim tratta dei seguenti rituali (ma non esclusivamente):
- Lavaggio delle mani di mattina
- Tefillin (filatteri)
- Tzitzit (frange rituali)
- Preghiera ebraica,
- Shabbat,
- Festività ebraiche
- Lettura della Torah in sinagoga.